# Ahn Jung-hwan
Ahn Jung-hwan (안정환?, 安貞桓?; Paju, 27 gennaio 1976) è un ex calciatore sudcoreano, di ruolo attaccante.

## Carriera

### Club

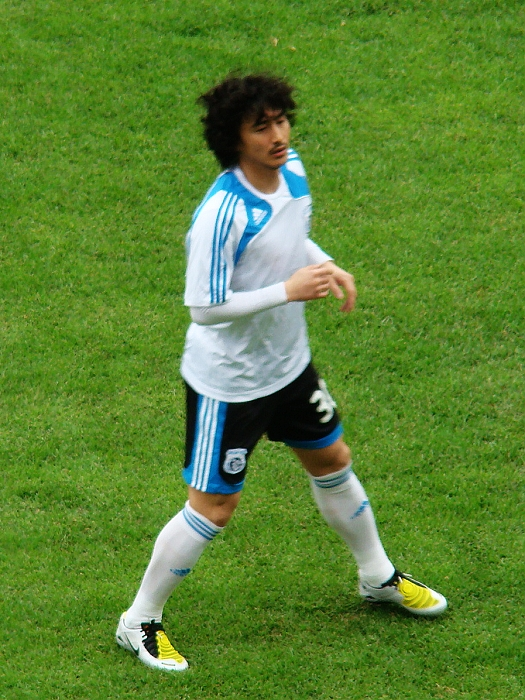
Ahn in riscaldamento prepartita con il Dalian Shide nel 2009

Dopo il debutto del 1998 nel calcio professionistico nella K-League con il Daewoo Royals, si trasferì al Perugia con la formula del prestito in vista della stagione 2000-01.
Al campionato del mondo 2002 segnò il golden gol che eliminò l'Italia agli ottavi di finale. All'epoca giocava proprio in Italia, nel Perugia, in prestito dal Busan I'Cons (il nuovo nome dei Daewoo Royals), e il giorno dopo la partita disputata il 18 giugno 2002, il presidente dei grifoni Luciano Gaucci, in un'intervista concessa a La Gazzetta dello Sport, dichiarò di non avere più l'intenzione di pagare lo stipendio a uno che era stato la rovina del calcio italiano. Ma il Perugia aveva in verità riscattato il suo cartellino, tuttavia il coreano disse comunque che non avrebbe continuato a discutere con la presidenza del Perugia che l'aveva attaccato, dichiarando di voler lasciare la città umbra.
Dopo aver tentato di trasferirsi in Inghilterra senza successo, ritornò quindi in Asia unendosi allo Shimizu S-Pulse, club di J. League. Dopo una stagione, si trasferì in un'altra squadra giapponese, gli Yokohama F·Marinos. Dopo questa parentesi in Giappone fece ritorno in Europa per giocare nel Campionato di calcio francese con l'FC Metz nel luglio 2005.
Il 16 gennaio 2006 fu invitato ad allenarsi con i Blackburn Rovers, ma fallì per due volte il provino. Nel febbraio 2006 raggiunse un accordo di 17 mesi con il Duisburg in Germania. Dopo la retrocessione del club nella Zweite Bundesliga il contratto fu rescisso e nell'agosto del 2006 firmò con il Suwon Samsung Bluewings, squadra sudcoreana.
Dopo 2 stagioni anonime nel Suwon Samsung Bluewings, ritornò nel club che lo lanciò, il Busan I'Park (la nuova denominazione dell'ex Daewoo Royals ed ex Busan I'Cons).
Nel marzo 2009 firmò un contratto con il Dalian Shide per giocare nella Chinese Super League; a seguito delle buone prestazioni fornite, divenne il capitano della squadra e gli fu prolungato il contratto fino al dicembre del 2010.

### Nazionale
Convocato per il campionato del mondo 2002, segnò il gol del pareggio contro gli Stati Uniti; dopo aver segnato, la squadra coreana esultò mimando un pattinatore sul ghiaccio: infatti, durante i XIX Giochi olimpici invernali di sei mesi prima, il pattinatore coreano Kim Dong-sung fu squalificato per aver tagliato la strada al pattinatore americano Apolo Ohno nella gara dei 1500 m di short track; grazie alla squalifica, Ohno vinse la medaglia d'oro nonostante Kim avesse tagliato per primo la linea del traguardo. Agli ottavi segnò il golden gol che eliminò l’Italia.
Fu convocato anche per il campionato del mondo 2006 in Germania, risultando decisivo nella prima partita contro il Togo (2-1), quando segnò il gol vincente dopo essere entrato dalla panchina mentre la Corea stava perdendo per 1-0.
Dopo qualche anno, tornò ad un ottimo livello fino ad essere richiamato in nazionale per la partita contro la Giordania valida per le qualificazioni al campionato del mondo 2010. Nel 2010 disputò le sue ultime 3 partite con la nazionale. Insieme a Park Ji-sung è il giocatore asiatico che ha segnato più gol al mondiale, con 3 reti all'attivo.

## Vita privata
È sposato con una modella già vincitrice di Miss Corea, Lee Hye-won.

## Statistiche

### Cronologia presenze e reti in nazionale
| Cronologia completa delle presenze e delle reti in nazionale ― Corea del Sud | Cronologia completa delle presenze e delle reti in nazionale ― Corea del Sud | Cronologia completa delle presenze e delle reti in nazionale ― Corea del Sud | Cronologia completa delle presenze e delle reti in nazionale ― Corea del Sud | Cronologia completa delle presenze e delle reti in nazionale ― Corea del Sud | Cronologia completa delle presenze e delle reti in nazionale ― Corea del Sud | Cronologia completa delle presenze e delle reti in nazionale ― Corea del Sud | Cronologia completa delle presenze e delle reti in nazionale ― Corea del Sud |
| Data                                                                         | Città                                                                        | In casa                                                                      | Risultato                                                                    | Ospiti                                                                       | Competizione                                                                 | Reti                                                                         | Note                                                                         |
| ---------------------------------------------------------------------------- | ---------------------------------------------------------------------------- | ---------------------------------------------------------------------------- | ---------------------------------------------------------------------------- | ---------------------------------------------------------------------------- | ---------------------------------------------------------------------------- | ---------------------------------------------------------------------------- | ---------------------------------------------------------------------------- |
| 23-4-1997                                                                    | Pechino                                                                      | Cina                                                                         | 0 – 2                                                                        | Corea del Sud                                                                | Amichevole                                                                   | -                                                                            | 86’                                                                          |
| 28-5-1997                                                                    | Seul                                                                         | Corea del Sud                                                                | 4 – 0                                                                        | Hong Kong                                                                    | Qual. Mondiali 1998                                                          | -                                                                            | 58’                                                                          |
| 1-6-1997                                                                     | Seul                                                                         | Corea del Sud                                                                | 0 – 0                                                                        | Thailandia                                                                   | Qual. Mondiali 1998                                                          | -                                                                            | 74’                                                                          |
| 5-6-1999                                                                     | Seul                                                                         | Corea del Sud                                                                | 1 – 2                                                                        | Belgio                                                                       | Amichevole                                                                   | -                                                                            | 74’                                                                          |
| 12-6-1999                                                                    | Seul                                                                         | Corea del Sud                                                                | 1 – 1                                                                        | Messico                                                                      | President's Cup 1999                                                         | 1                                                                            | 82’                                                                          |
| 15-6-1999                                                                    | Seul                                                                         | Corea del Sud                                                                | 1 – 1                                                                        | Egitto                                                                       | President's Cup 1999                                                         | -                                                                            |                                                                              |
| 19-6-1999                                                                    | Seul                                                                         | Corea del Sud                                                                | 1 – 1                                                                        | Croazia                                                                      | President's Cup 1999                                                         | -                                                                            |                                                                              |
| 21-1-2000                                                                    | Auckland                                                                     | Nuova Zelanda                                                                | 0 – 1                                                                        | Corea del Sud                                                                | Amichevole                                                                   | -                                                                            |                                                                              |
| 23-1-2000                                                                    | Palmerston North                                                             | Nuova Zelanda                                                                | 0 – 0                                                                        | Corea del Sud                                                                | Amichevole                                                                   | -                                                                            | 63’ 83’                                                                      |
| 15-2-2000                                                                    | Los Angeles                                                                  | Canada                                                                       | 0 – 0                                                                        | Corea del Sud                                                                | Gold Cup 2000 - 1º turno                                                     | -                                                                            |                                                                              |
| 17-2-2000                                                                    | Los Angeles                                                                  | Corea del Sud                                                                | 2 – 2                                                                        | Costa Rica                                                                   | Gold Cup 2000 - 1º turno                                                     | -                                                                            | 73’                                                                          |
| 20-12-2000                                                                   | Tokyo                                                                        | Giappone                                                                     | 1 – 1                                                                        | Corea del Sud                                                                | Amichevole                                                                   | 1                                                                            | 71’                                                                          |
| 15-8-2001                                                                    | Brno                                                                         | Rep. Ceca                                                                    | 5 – 0                                                                        | Corea del Sud                                                                | Amichevole                                                                   | -                                                                            | 56’                                                                          |
| 8-11-2001                                                                    | Jeonju                                                                       | Corea del Sud                                                                | 0 – 1                                                                        | Senegal                                                                      | Amichevole                                                                   | -                                                                            | 46’                                                                          |
| 10-11-2001                                                                   | Seul                                                                         | Corea del Sud                                                                | 2 – 0                                                                        | Croazia                                                                      | Amichevole                                                                   | -                                                                            | 70’                                                                          |
| 13-11-2001                                                                   | Gwangju                                                                      | Corea del Sud                                                                | 1 – 1                                                                        | Croazia                                                                      | Amichevole                                                                   | -                                                                            | 46’                                                                          |
| 13-3-2002                                                                    | Tunisi                                                                       | Tunisia                                                                      | 0 – 0                                                                        | Corea del Sud                                                                | Amichevole                                                                   | -                                                                            |                                                                              |
| 20-3-2002                                                                    | Cartagena                                                                    | Corea del Sud                                                                | 2 – 0                                                                        | Finlandia                                                                    | Amichevole                                                                   | -                                                                            | 64’                                                                          |
| 20-4-2002                                                                    | Taegu                                                                        | Corea del Sud                                                                | 2 – 0                                                                        | Costa Rica                                                                   | Amichevole                                                                   | -                                                                            | 77’                                                                          |
| 16-5-2002                                                                    | Pusan                                                                        | Corea del Sud                                                                | 4 – 1                                                                        | Scozia                                                                       | Amichevole                                                                   | 2                                                                            | 46’                                                                          |
| 21-5-2002                                                                    | Seogwipo                                                                     | Corea del Sud                                                                | 1 – 1                                                                        | Inghilterra                                                                  | Amichevole                                                                   | -                                                                            | 55’                                                                          |
| 4-6-2002                                                                     | Pusan                                                                        | Corea del Sud                                                                | 2 – 0                                                                        | Polonia                                                                      | Mondiali 2002 - 1º turno                                                     | -                                                                            | 50’                                                                          |
| 10-6-2002                                                                    | Taegu                                                                        | Corea del Sud                                                                | 1 – 1                                                                        | Stati Uniti                                                                  | Mondiali 2002 - 1º turno                                                     | 1                                                                            | 56’                                                                          |
| 14-6-2002                                                                    | Incheon                                                                      | Portogallo                                                                   | 0 – 1                                                                        | Corea del Sud                                                                | Mondiali 2002 - 1º turno                                                     | -                                                                            | 90+3’                                                                        |
| 18-6-2002                                                                    | Daejeon                                                                      | Corea del Sud                                                                | 2 – 1 gg                                                                     | Italia                                                                       | Mondiali 2002 - Ottavi di finale                                             | 1                                                                            |                                                                              |
| 22-6-2002                                                                    | Gwangju                                                                      | Spagna                                                                       | 0 – 0 dts (3 – 5 dtr)                                                        | Corea del Sud                                                                | Mondiali 2002 - Quarti di finale                                             | -                                                                            |                                                                              |
| 25-6-2002                                                                    | Seul                                                                         | Germania                                                                     | 1 – 0                                                                        | Corea del Sud                                                                | Mondiali 2002 - Semifinale                                                   | -                                                                            | 54’                                                                          |
| 29-6-2002                                                                    | Taegu                                                                        | Corea del Sud                                                                | 2 – 3                                                                        | Turchia                                                                      | Mondiali 2002 - Finale 3º posto                                              | -                                                                            |                                                                              |
| 20-11-2002                                                                   | Seul                                                                         | Corea del Sud                                                                | 2 – 3                                                                        | Brasile                                                                      | Amichevole                                                                   | 1                                                                            | 59’                                                                          |
| 29-3-2003                                                                    | Pusan                                                                        | Corea del Sud                                                                | 0 – 0                                                                        | Colombia                                                                     | Amichevole                                                                   | -                                                                            |                                                                              |
| 16-4-2003                                                                    | Seul                                                                         | Corea del Sud                                                                | 0 – 1                                                                        | Giappone                                                                     | Amichevole                                                                   | -                                                                            |                                                                              |
| 31-5-2003                                                                    | Tokyo                                                                        | Giappone                                                                     | 0 – 1                                                                        | Corea del Sud                                                                | Amichevole                                                                   | 1                                                                            | 56’                                                                          |
| 18-11-2003                                                                   | Seul                                                                         | Corea del Sud                                                                | 0 – 1                                                                        | Bulgaria                                                                     | Amichevole                                                                   | -                                                                            | 75’                                                                          |
| 4-12-2003                                                                    | Tokyo                                                                        | Hong Kong                                                                    | 1 – 3                                                                        | Corea del Sud                                                                | Coppa dell'Asia orientale 2003                                               | 1                                                                            | 72’                                                                          |
| 7-12-2003                                                                    | Saitama                                                                      | Corea del Sud                                                                | 1 – 0                                                                        | Cina                                                                         | Coppa dell'Asia orientale 2003                                               | -                                                                            | 40’ 74’                                                                      |
| 10-12-2003                                                                   | Yokohama                                                                     | Giappone                                                                     | 0 – 0                                                                        | Corea del Sud                                                                | Coppa dell'Asia orientale 2003                                               | -                                                                            |                                                                              |
| 14-2-2004                                                                    | Ulsan                                                                        | Corea del Sud                                                                | 5 – 0                                                                        | Oman                                                                         | Amichevole                                                                   | 2                                                                            | 61’                                                                          |
| 18-2-2004                                                                    | Suwon                                                                        | Corea del Sud                                                                | 2 – 0                                                                        | Libano                                                                       | Qual. Mondiali 2006                                                          | -                                                                            |                                                                              |
| 31-3-2004                                                                    | Malé                                                                         | Maldive                                                                      | 0 – 0                                                                        | Corea del Sud                                                                | Qual. Mondiali 2006                                                          | -                                                                            | 74’                                                                          |
| 28-4-2004                                                                    | Incheon                                                                      | Corea del Sud                                                                | 0 – 0                                                                        | Paraguay                                                                     | Amichevole                                                                   | -                                                                            |                                                                              |
| 2-6-2004                                                                     | Seul                                                                         | Corea del Sud                                                                | 0 – 1                                                                        | Turchia                                                                      | Amichevole                                                                   | -                                                                            |                                                                              |
| 5-6-2004                                                                     | Taegu                                                                        | Corea del Sud                                                                | 2 – 1                                                                        | Turchia                                                                      | Amichevole                                                                   | -                                                                            | 53’                                                                          |
| 9-6-2004                                                                     | Daejeon                                                                      | Corea del Sud                                                                | 2 – 0                                                                        | Vietnam                                                                      | Qual. Mondiali 2006                                                          | 1                                                                            |                                                                              |
| 14-7-2004                                                                    | Seul                                                                         | Corea del Sud                                                                | 1 – 1                                                                        | Trinidad e Tobago                                                            | Amichevole                                                                   | -                                                                            | 46’                                                                          |
| 19-7-2004                                                                    | Jinan                                                                        | Corea del Sud                                                                | 0 – 0                                                                        | Giordania                                                                    | Coppa d'Asia 2004 - 1º turno                                                 | -                                                                            |                                                                              |
| 23-7-2004                                                                    | Jinan                                                                        | Emirati Arabi Uniti                                                          | 0 – 2                                                                        | Corea del Sud                                                                | Coppa d'Asia 2004 - 1º turno                                                 | 1                                                                            | 80’                                                                          |
| 27-7-2004                                                                    | Jinan                                                                        | Corea del Sud                                                                | 4 – 0                                                                        | Kuwait                                                                       | Coppa d'Asia 2004 - 1º turno                                                 | 1                                                                            | 65’                                                                          |
| 31-7-2004                                                                    | Jinan                                                                        | Corea del Sud                                                                | 3 – 4                                                                        | Iran                                                                         | Coppa d'Asia 2004 - Quarti di finale                                         | -                                                                            | 64’                                                                          |
| 8-9-2004                                                                     | Ho Chi Minh                                                                  | Vietnam                                                                      | 1 – 2                                                                        | Corea del Sud                                                                | Qual. Mondiali 2006                                                          | -                                                                            | 87’                                                                          |
| 13-10-2004                                                                   | Beirut                                                                       | Libano                                                                       | 1 – 1                                                                        | Corea del Sud                                                                | Qual. Mondiali 2006                                                          | -                                                                            |                                                                              |
| 17-11-2004                                                                   | Seul                                                                         | Corea del Sud                                                                | 2 – 0                                                                        | Maldive                                                                      | Qual. Mondiali 2006                                                          | -                                                                            | 27’                                                                          |
| 3-6-2005                                                                     | Tashkent                                                                     | Uzbekistan                                                                   | 1 – 1                                                                        | Corea del Sud                                                                | Qual. Mondiali 2006                                                          | -                                                                            | 49’ 58’                                                                      |
| 8-6-2005                                                                     | Madinat al-Kuwait                                                            | Kuwait                                                                       | 0 – 4                                                                        | Corea del Sud                                                                | Qual. Mondiali 2006                                                          | -                                                                            | 80’                                                                          |
| 17-8-2005                                                                    | Seul                                                                         | Corea del Sud                                                                | 0 – 1                                                                        | Arabia Saudita                                                               | Qual. Mondiali 2006                                                          | -                                                                            |                                                                              |
| 12-10-2005                                                                   | Seul                                                                         | Corea del Sud                                                                | 2 – 0                                                                        | Iran                                                                         | Amichevole                                                                   | -                                                                            | 83’                                                                          |
| 12-11-2005                                                                   | Seul                                                                         | Corea del Sud                                                                | 2 – 2                                                                        | Svezia                                                                       | Amichevole                                                                   | 1                                                                            | 81’                                                                          |
| 16-11-2005                                                                   | Seul                                                                         | Corea del Sud                                                                | 2 – 0                                                                        | Serbia e Montenegro                                                          | Amichevole                                                                   | -                                                                            | 71’                                                                          |
| 23-5-2006                                                                    | Seul                                                                         | Corea del Sud                                                                | 1 – 1                                                                        | Senegal                                                                      | Amichevole                                                                   | -                                                                            |                                                                              |
| 26-5-2006                                                                    | Seul                                                                         | Corea del Sud                                                                | 2 – 0                                                                        | Bosnia ed Erzegovina                                                         | Amichevole                                                                   | -                                                                            | 71’                                                                          |
| 1-6-2006                                                                     | Oslo                                                                         | Norvegia                                                                     | 0 – 0                                                                        | Corea del Sud                                                                | Amichevole                                                                   | -                                                                            | 46’                                                                          |
| 4-6-2006                                                                     | Edimburgo                                                                    | Ghana                                                                        | 3 – 1                                                                        | Corea del Sud                                                                | Amichevole                                                                   | -                                                                            | 46’                                                                          |
| 13-6-2006                                                                    | Francoforte                                                                  | Corea del Sud                                                                | 2 – 1                                                                        | Togo                                                                         | Mondiali 2006 - 1º turno                                                     | 1                                                                            | 46’                                                                          |
| 18-6-2006                                                                    | Lipsia                                                                       | Francia                                                                      | 1 – 1                                                                        | Corea del Sud                                                                | Mondiali 2006 - 1º turno                                                     | -                                                                            | 72’                                                                          |
| 23-6-2006                                                                    | Hannover                                                                     | Svizzera                                                                     | 2 – 0                                                                        | Corea del Sud                                                                | Mondiali 2006 - 1º turno                                                     | -                                                                            | 63’ 78’                                                                      |
| 16-8-2006                                                                    | Taipei                                                                       | Taiwan                                                                       | 0 – 3                                                                        | Corea del Sud                                                                | Amichevole                                                                   | 1                                                                            | 71’                                                                          |
| 31-5-2008                                                                    | Seul                                                                         | Corea del Sud                                                                | 2 – 2                                                                        | Giordania                                                                    | Qual. Mondiali 2010                                                          | -                                                                            | 86’                                                                          |
| 7-6-2008                                                                     | Amman                                                                        | Giordania                                                                    | 2 – 2                                                                        | Corea del Sud                                                                | Qual. Mondiali 2010                                                          | -                                                                            | 80’                                                                          |
| 22-6-2008                                                                    | Seul                                                                         | Corea del Sud                                                                | 0 – 0                                                                        | Corea del Nord                                                               | Qual. Mondiali 2010                                                          | -                                                                            | 32’ 60’                                                                      |
| 3-3-2010                                                                     | Londra                                                                       | Costa d'Avorio                                                               | 0 – 2                                                                        | Corea del Sud                                                                | Amichevole                                                                   | -                                                                            | 46’                                                                          |
| 30-5-2010                                                                    | Kufstein                                                                     | Bielorussia                                                                  | 1 – 0                                                                        | Corea del Sud                                                                | Amichevole                                                                   | -                                                                            | 46’                                                                          |
| 3-6-2010                                                                     | Innsbruck                                                                    | Spagna                                                                       | 1 – 0                                                                        | Corea del Sud                                                                | Amichevole                                                                   | -                                                                            | 65’                                                                          |
| Totale                                                                       |                                                                              | Presenze                                                                     | 71                                                                           |                                                                              | Reti                                                                         | 17                                                                           |                                                                              |

## Palmarès

### Club

#### Competizioni nazionali
- Supercoppa del Giappone: 1

Shimizu S Pulse: 2002
- J. League Division 1: 1

F. Marinos: 2004